# اکبر نیکزاد (خواننده)
اکبر نیکزاد (زادهٔ ۱۲ خرداد ۱۳۴۵ - درگذشتهٔ ۹ فروردین ۱۴۰۰) خواننده اهل افغانستان بود. او در ۵۵ سالگی به دلیل ابتلا به کرونا در آلمان درگذشت.

## پیشینه
اکبر نیکزاد حدود ۲۷ سال قبل، در اوج جنگ‌های داخلی افغانستان به آلمان مهاجرت کرده بود. آموزش‌های ابتدایی و دبیرستان را در شهر کابل به پایان رساند. او در دانشگاه کابل در رشته زبان و ادبیات فارسی تحصیل کرد که همزمان به موسیقی نیز می‌پرداخت.
او نامی آشنا در میان آوازخوانان افغانستان است. آهنگ‌های او در دهه ۱۳۶۰ و ۱۳۷۰ در رادیو-تلویزیون ملی افغانستان پخش می‌شد و او را به چهره‌ای شناخته شده مبدل کرد. بیشتر علاقه‌مندان اکبر نیکزاد او را با آهنگ «لطف یار شده کم» می‌شناسند. نیکزاد ازدواج کرده بود و از او دو فرزند به جا مانده است.
اکبر نیکزاد در سال ۲۰۱۷ میلادی در مصاحبه‌ای با بی‌بی‌سی گفته بود که آرزویش امنیت در افغانستان است تا بتواند به کشور خود برگردد و در میان هموطنان خود اجرا داشته باشد. او همچنین در مصاحبه‌ای می‌گوید پس از مهاجرتش به آلمان به خاطر شرایط زندگی در سال‌های اول نتوانست به فعالیت‌هایش در زمینه موسیقی‌اش ادامه بدهد. اما بعدتر چندین آلبوم موسیقی از جمله خسرو خوبان، مقام صبر و مست ناز را ضبط و منتشر کرد. او اکثر آهنگ‌هایش را خودش می‌ساخت و برای آوازخوانان دیگر هم آهنگ‌هایی ساخته بود. نیکزاد می‌گفت در جوانی از سبک صادق فطرت ناشناس، هنرمند مطرح دیگر افغان پیروی می‌کرد اما بعداً خواست سبک مستقل خودش را داشته باشد.